# نورث امریکن ایکس‌بی-۷۰ والکیری
نورث امریکن ایکس‌بی-۷۰ والکیری (به انگلیسی: North American XB-70) بمب افکن استراتژیک ۶ موتوره با طراحی و ساخت شرکت هوانوردی نورث امریکن بود که در اواخر دهه ۱۹۵۰ برای برآورده کردن نیازهای نیروی هوایی ایالات متحده آمریکا به عنوان یک بمب‌افکن استراتژیک طراحی شد.
داده‌های تست‌های پرواز XB-70 و همچنین مواد و آلیاژهای هوافضای توسعه‌یافتهٔ این پروژه در برنامهٔ بعدی بمب‌افکن بی-۱ لنسر، برنامه حمل و نقل زِبَرصوت آمریکا (SST) و از طریق جاسوسی اتحاد جماهیر شوروی در برنامه توپولف-۱۴۴ مورد استفاده قرار گرفت.

## ویژگی‌ها

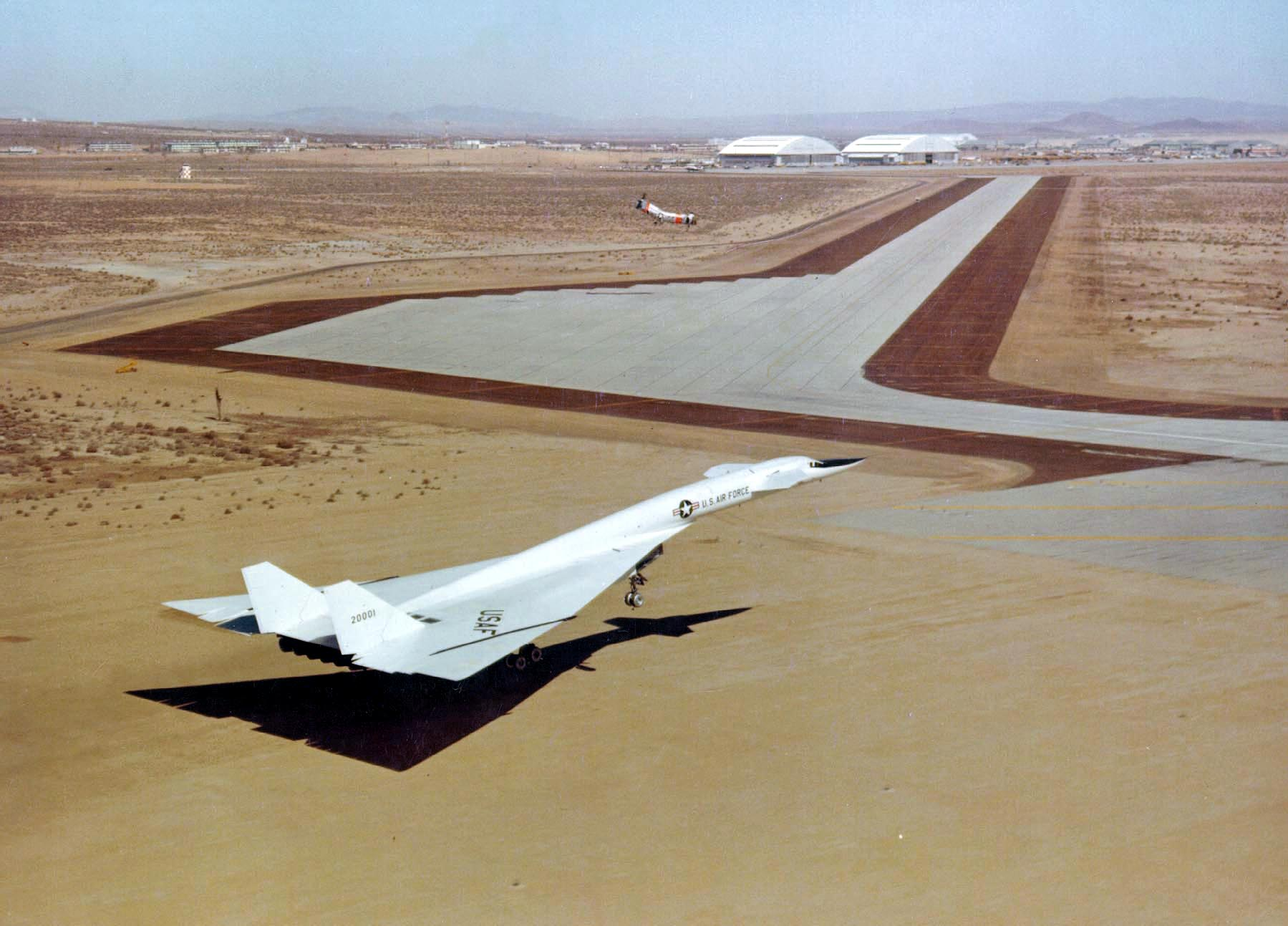
ایکس‌بی-۷۰ والکیری

این هواپیما به دلیل هزینهٔ بالای تولید هیچ‌وقت وارد ارتش آمریکا نشد و تنها دو نمونه از آن برای تحقیقات ساخته شد. اوّلین نمونهٔ این هواپیما در سال ۱۹۶۴ میلادی به پرواز درآمد و همچنان یکی از سریع‌ترین هواپیماهای تاریخ محسوب می‌شود.
حداکثر سرعت این هواپیما به بیش از ۳ ماخ در ارتفاع پروازی ۷۱ هزار پا (۲۱ هزار متر) می‌رسید که آن را از هدف قرار گرفتن توسّط هر نوع پدافند زمینی و هر نوع جنگنده رهگیر موجود در آن زمان مصون می‌داشت. این بمب‌افکن قرار بود جایگزین بمب‌افکن بی ۵۲ شود که به دلیل هزینهٔ بالای تولید و همچنین به‌روزرسانی اسکادران‌های بی ۵۲ این طرح در اواخر دهه ۶۰ لغو و به بایگانی سپرده شد.
هواپیمای نوع Valkyrie AV-1) (AF Ser. No. 62-0001)) والکیری در ۴ فوریه ۱۹۶۹ میلادی بعد از اتمام پروندهٔ آن به موزهٔ ملّی نیروی هوایی ایالات متحده (National Museum of the United States Air Force) نزدیک شهر دیتون در ایالت اوهایو اهدا شده است.

## سوانح

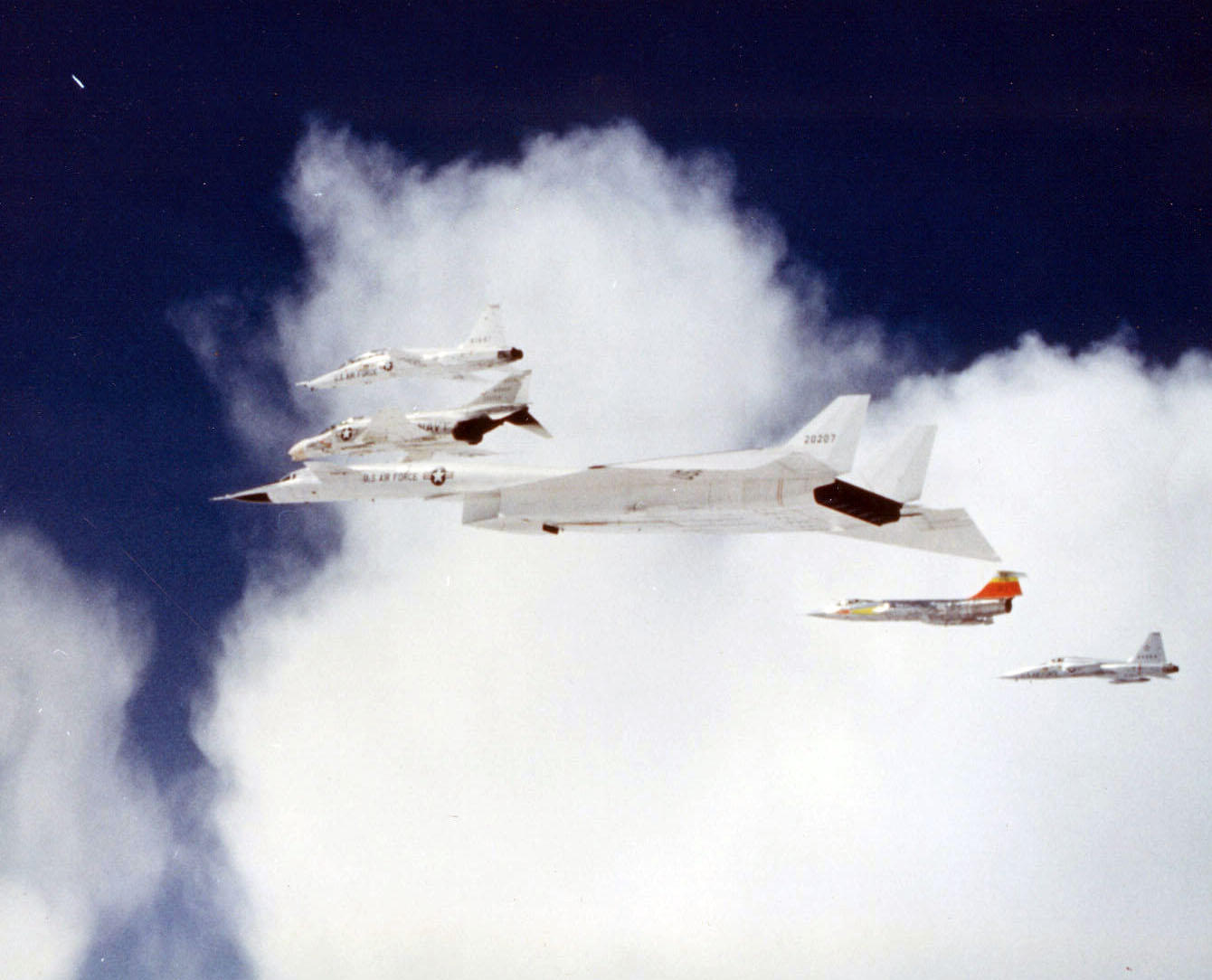
لحظهٔ قبل از برخورد در ۸ ژوئن ۱۹۶۶؛ F-104 با دم قرمز، هواپیمای دوم از سمت راست است.

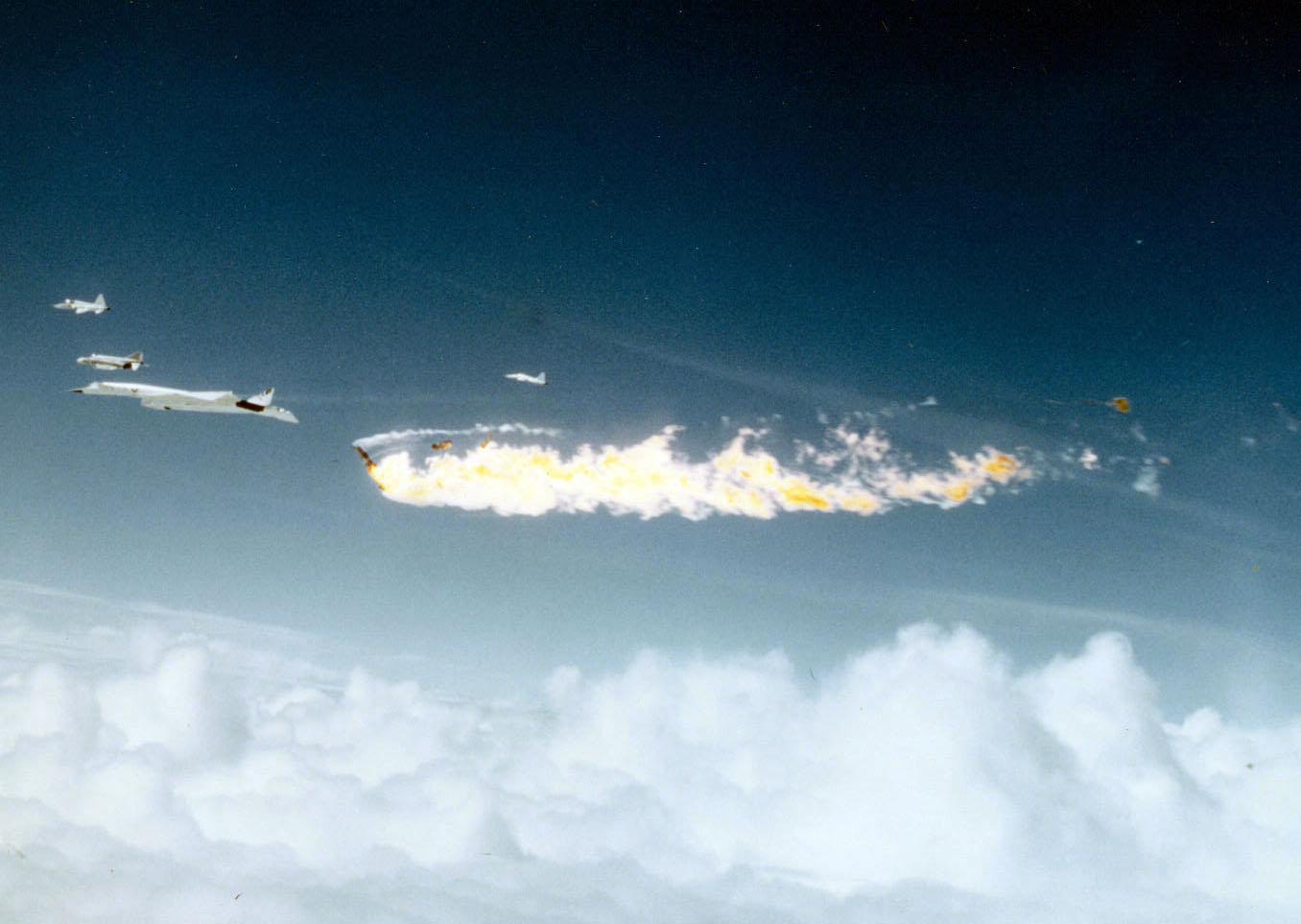
هواپیماها پس از برخورد؛ F-104 منفجر شده است، در حالی که XB-70 یکی از سکان‌های عمودی خود را از دست داده است.

دو فروند از این هواپیما ساخته شد که یک فروند آن در ۸ ژوئن ۱۹۶۶ میلادی در کنار اف ۵، اف ۴، تی ۳۸ و اف-۱۰۴ پرواز می‌کرد. در این هنگام، جنگنده اف-۱۰۴ که قصد عکسبرداری از ایکس‌بی-۷۰ را داشت و از روی بمب‌افکن رد می‌شد، به دلیل جریان هوای بال بمب‌افکن، به طرف آن کشیده شد و به سکان عمودی ایکس‌بی-۷۰ برخورد کرد و هر دو هواپیما سقوط کردند.

## نگارخانه

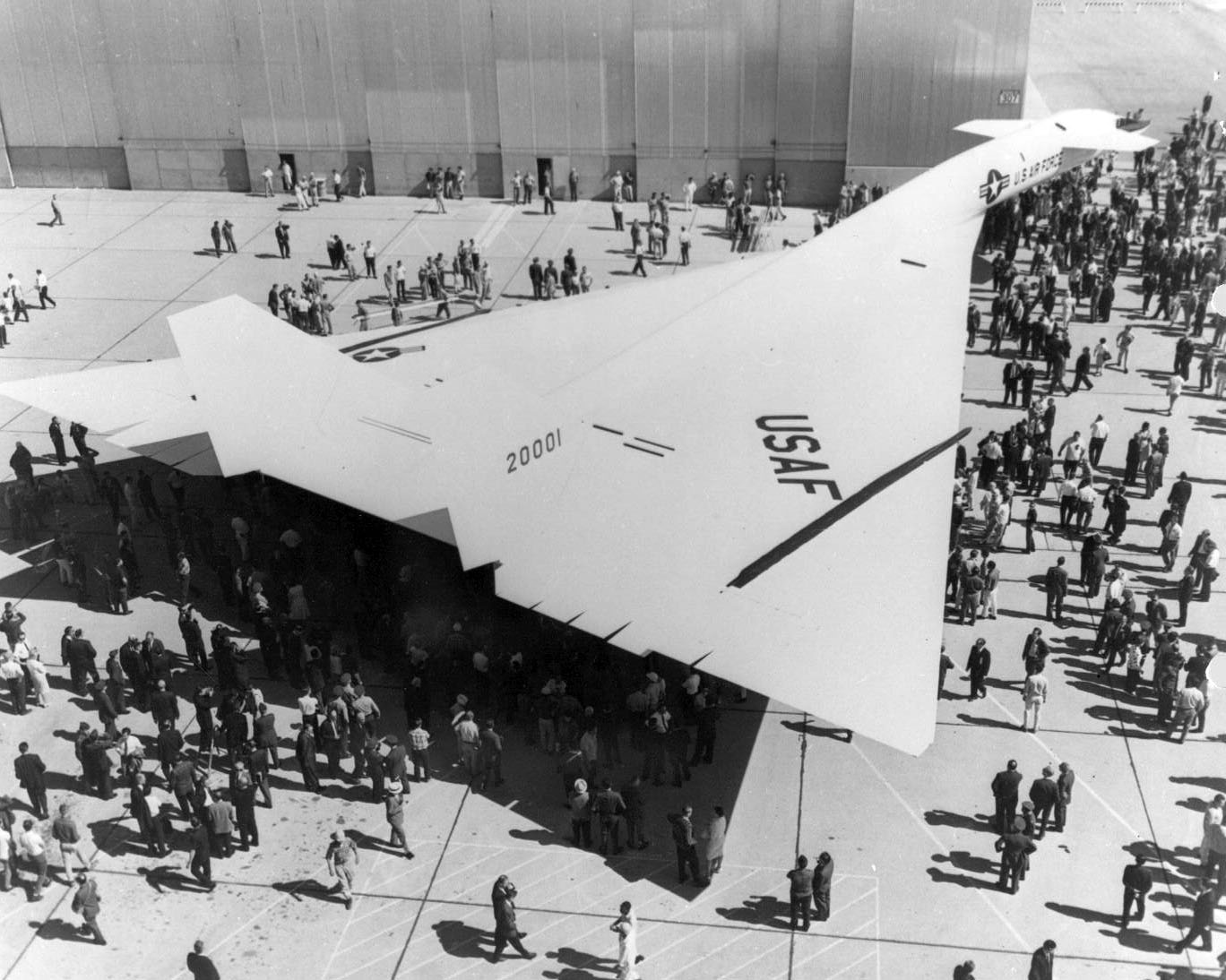
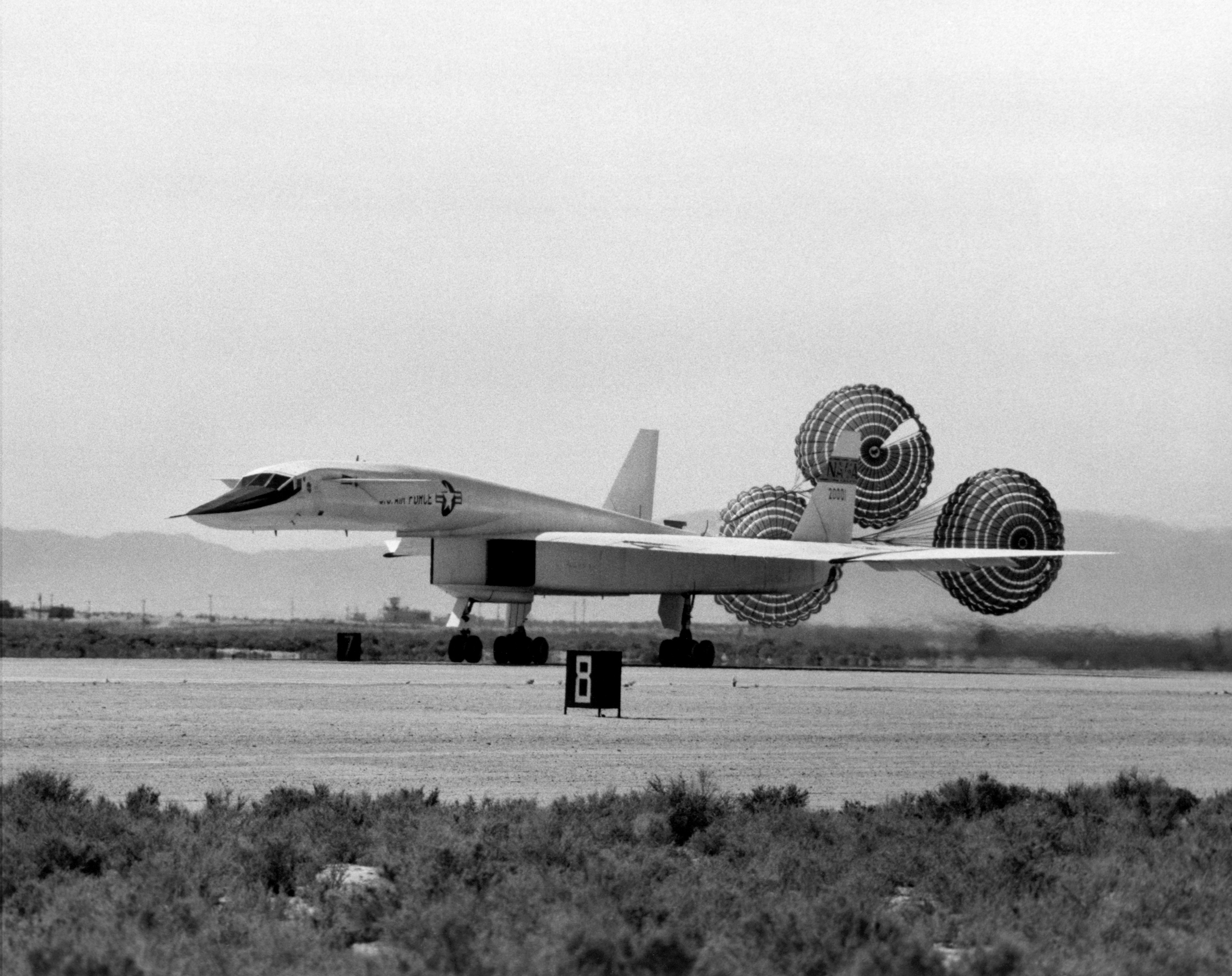
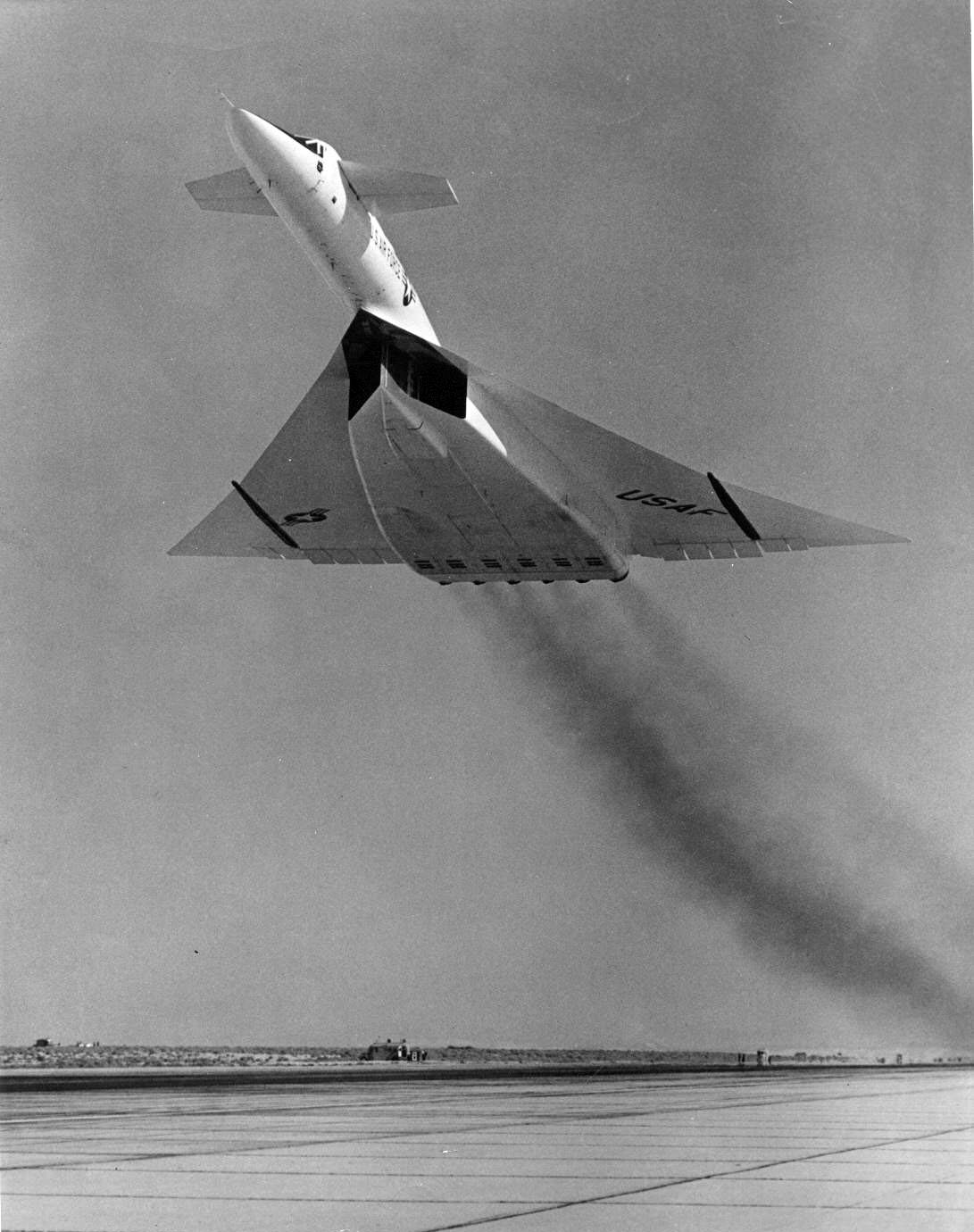
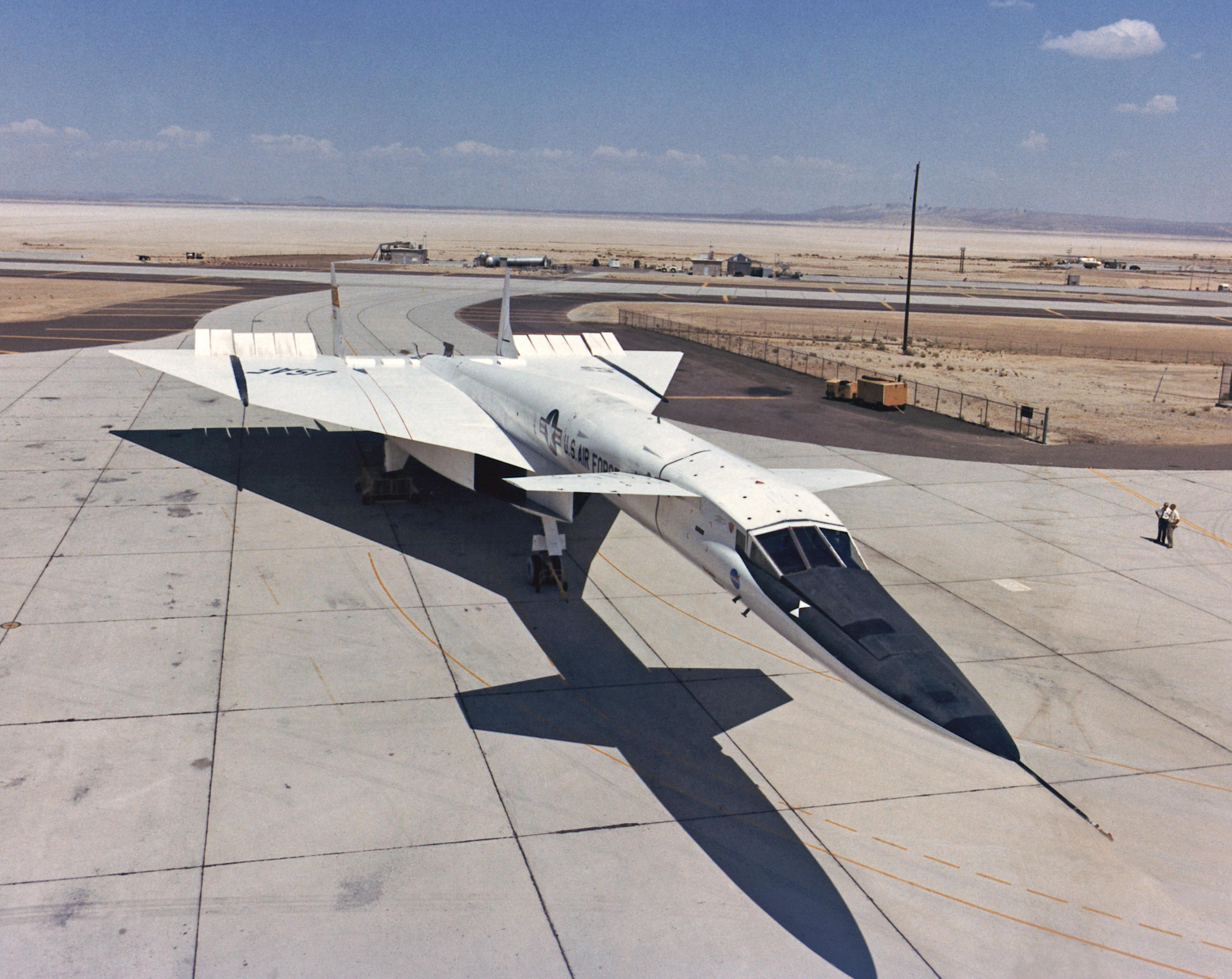
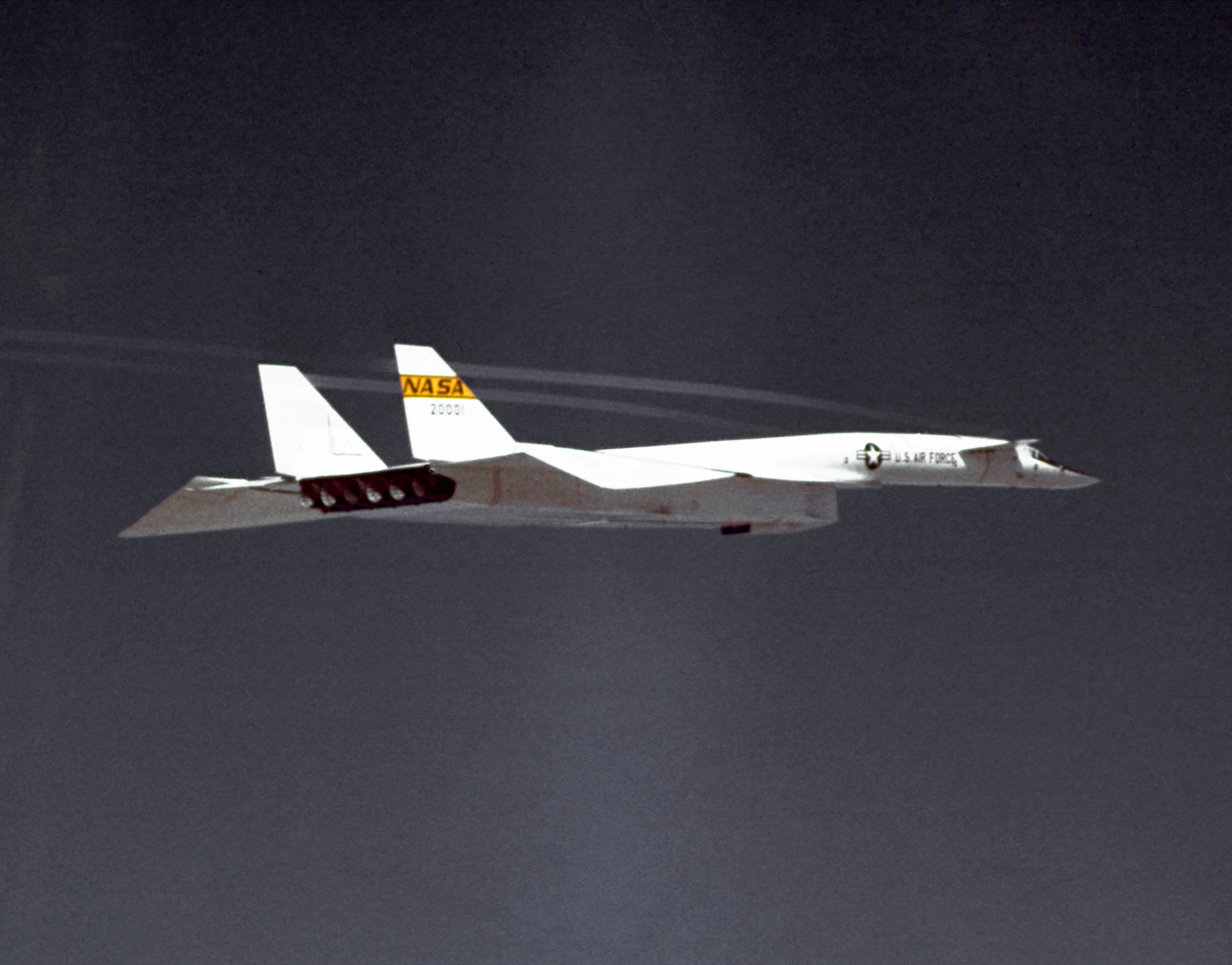
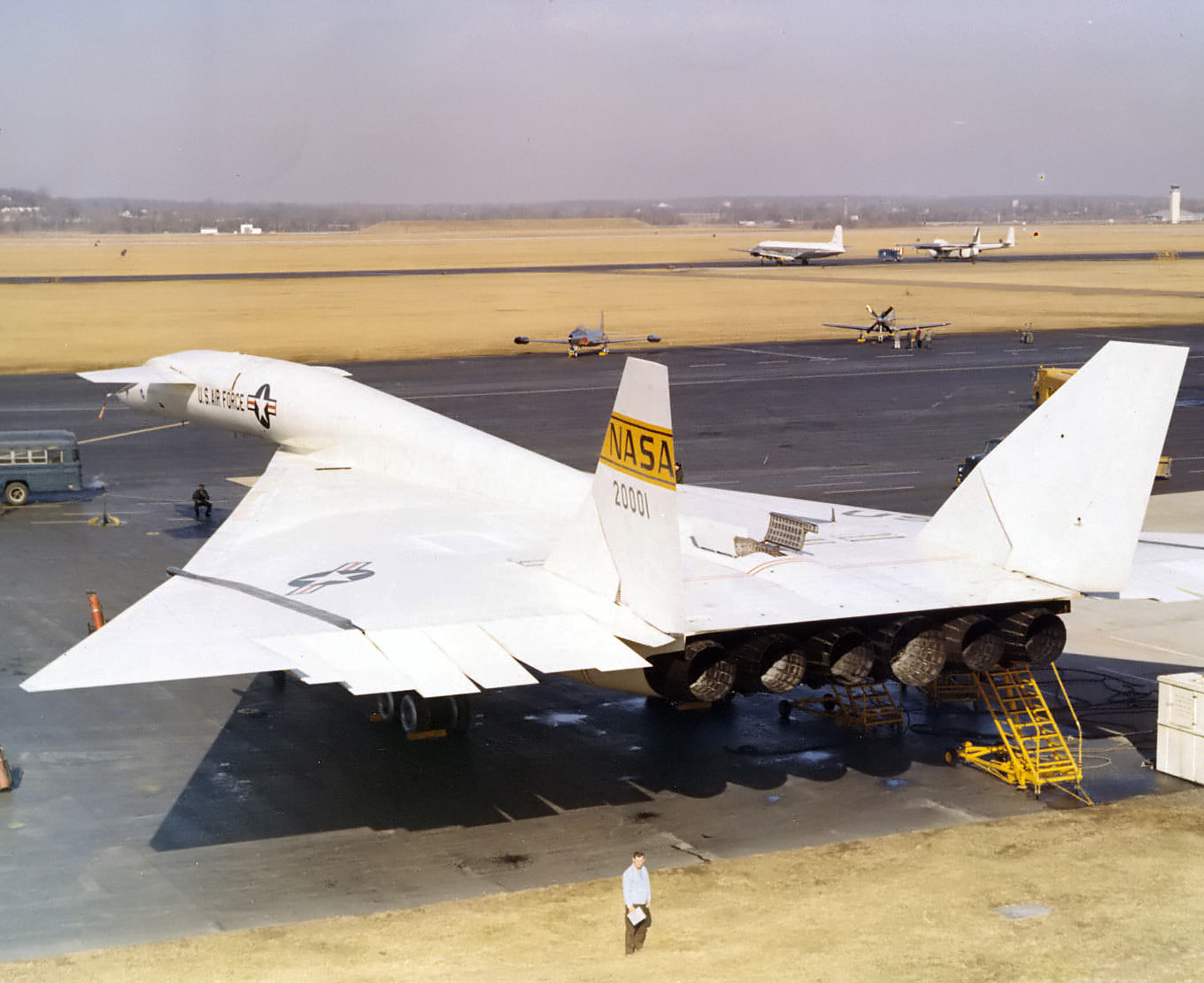
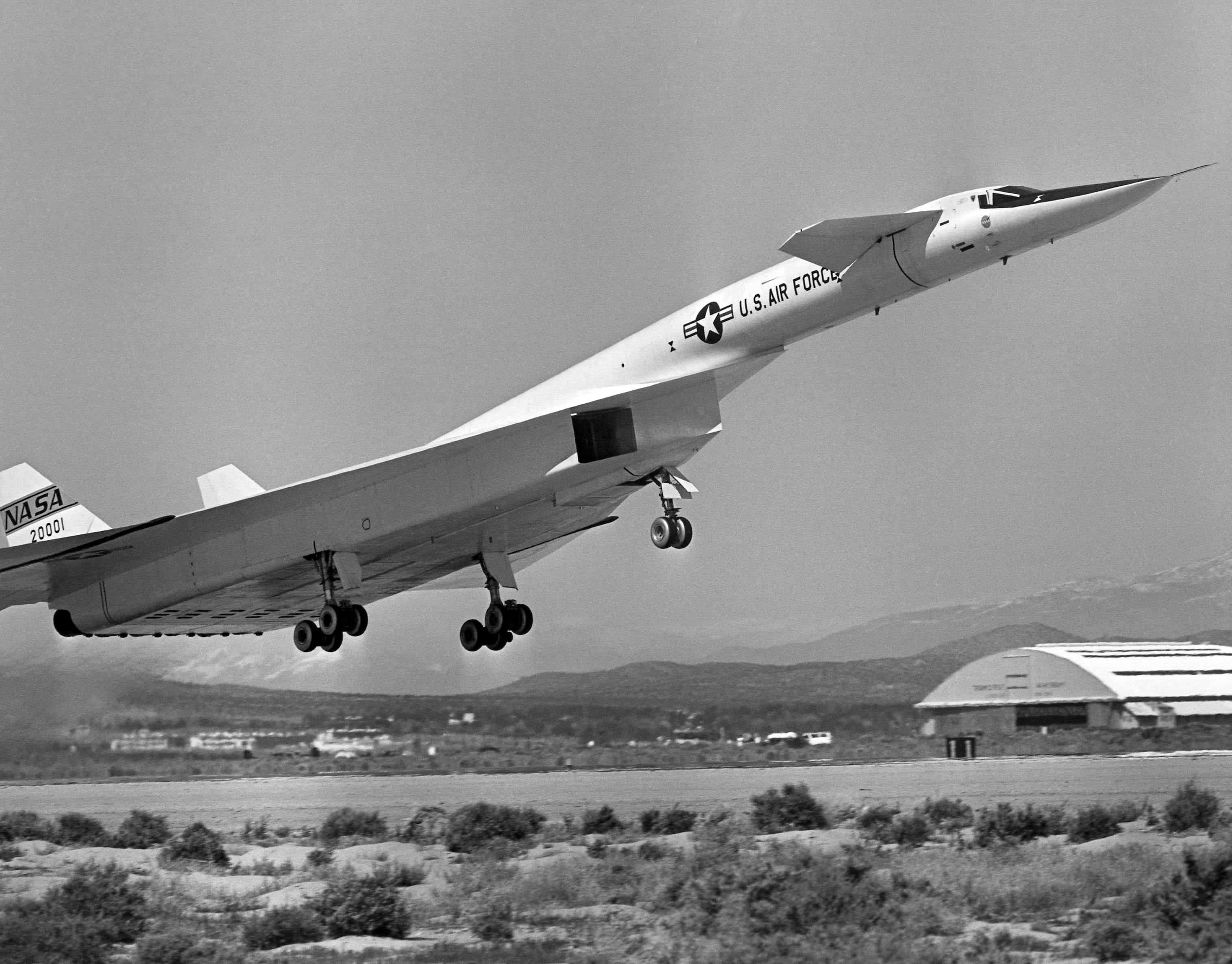
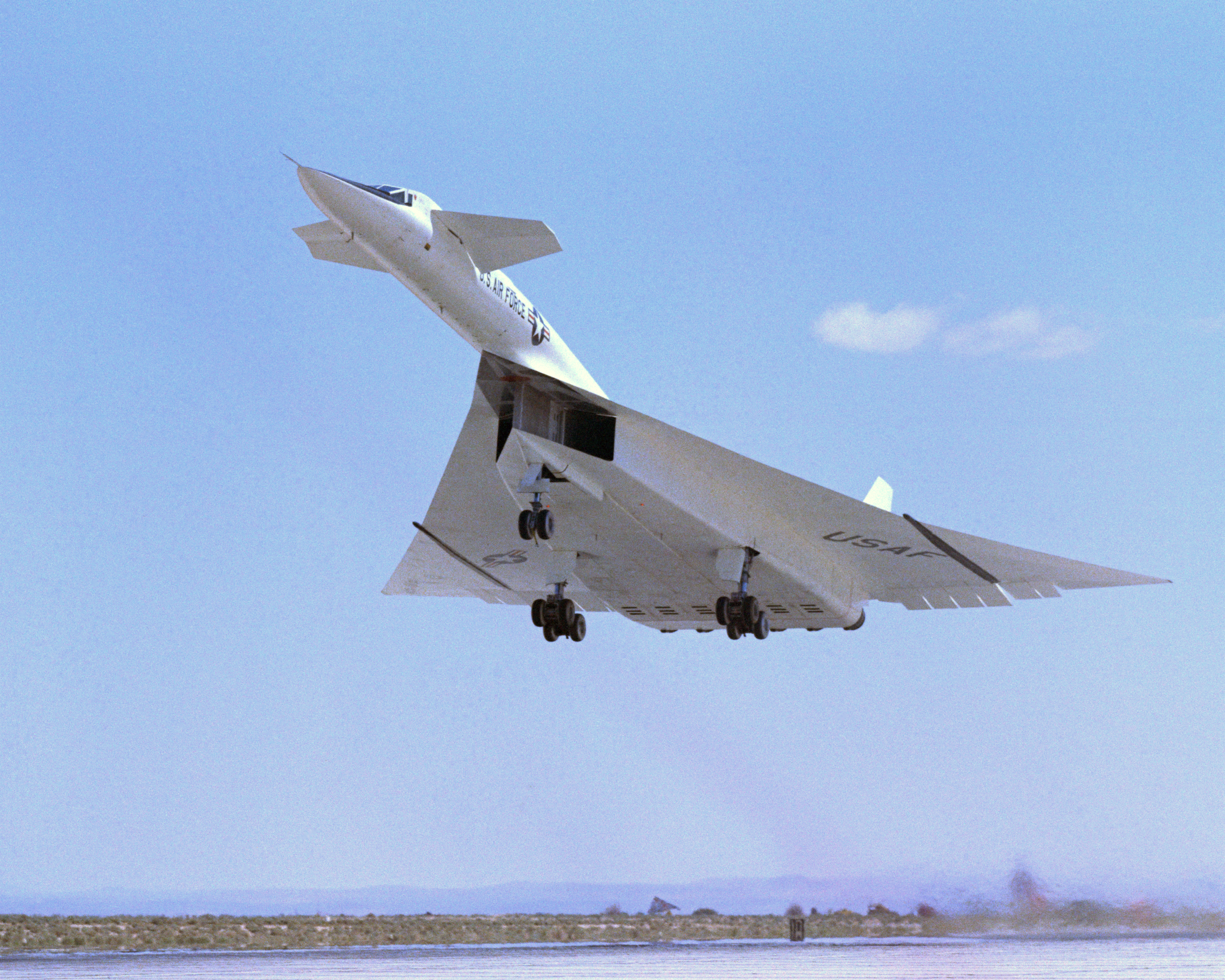
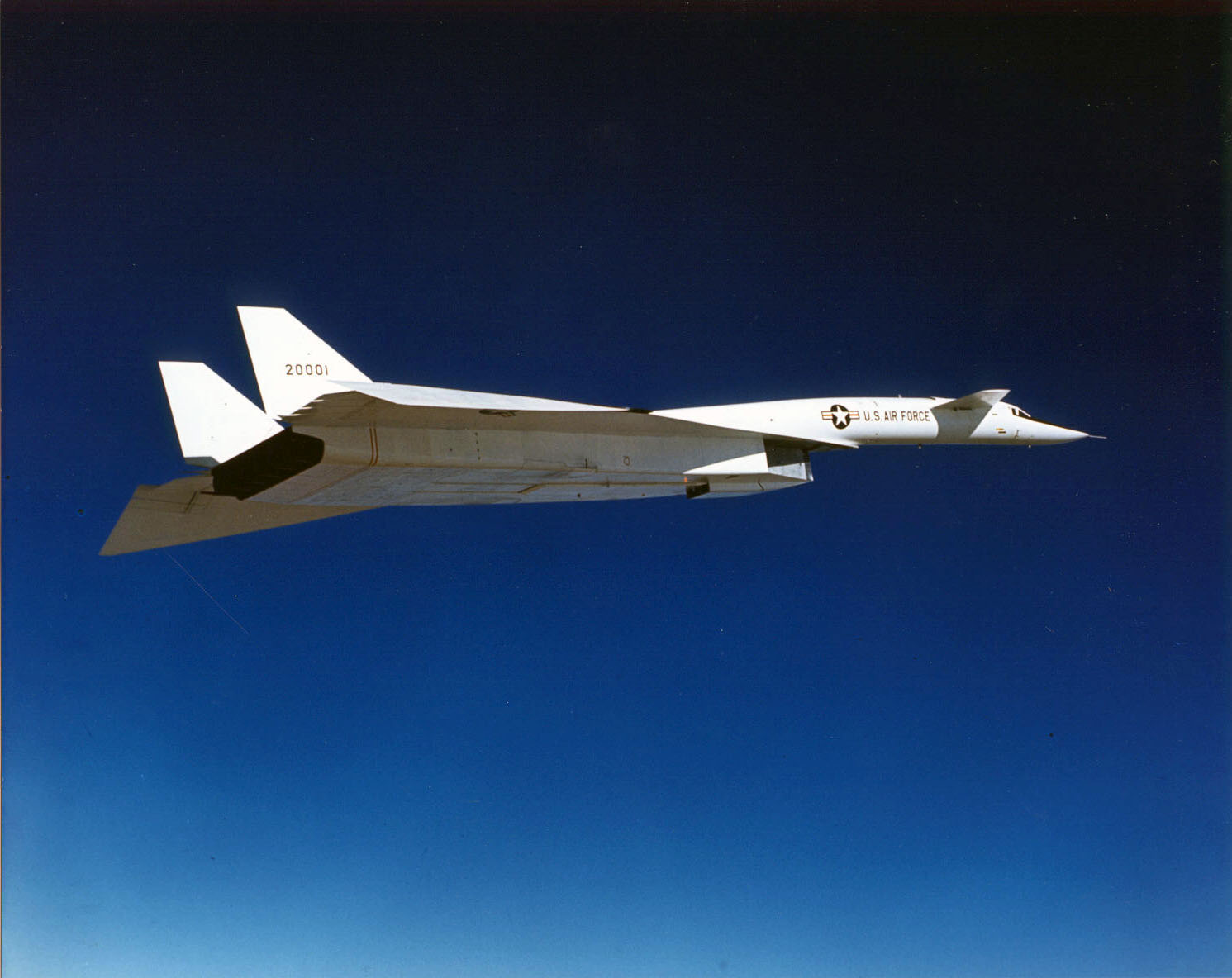